# Совет поддержки захватов
Совет поддержки захватов (фр. Conseil pour le Maintien des Occupations) — революционный комитет, созданный во время майских событий 1968 года во Франции в Сорбонне. Совет выступал в поддержку диких всеобщих забастовок и захватов заводов по всей Франции с помощью прямой демократии рабочих советов. Среди революционеров совет выступал против влияния крупных профсоюзов и Французской коммунистической партии, которые, которые сдерживали восстание и шли на компромисс с генералом Шарлем де Голлем.
Совет проводил политику равного представительства для его участников. Ситуационист René Vienet описал его как «по существу непрерывное общее собрание, совещающееся день и ночь. Ни одна из фракций или закрытых заседаний никогда не существовали вне общей дискуссии». Совет возник вечером 17 мая, в него вошли сторонники Совета захваченной Сорбонны.